# Ne me regardez pas comme ça !
 (janvier 2021).
Si vous disposez d'ouvrages ou d'articles de référence ou si vous connaissez des sites web de qualité traitant du thème abordé ici, merci de compléter l'article en donnant les références utiles à sa vérifiabilité et en les liant à la section « Notes et références ».
Ne me regardez pas comme ça ! est la quatrième pièce de théâtre écrite par Isabelle Mergault avec Isabelle Mergault et Sylvie Vartan. Cette pièce comique est représentée pour la première fois au Théâtre des Variétés le 18 septembre 2015 et joue jusqu'au 10 janvier 2016.

## Argument
Victoire Carlota, ancienne star de cinéma devenue ruinée, décide de faire écrire ses mémoires. Croyant recevoir un certain Marcel, c'est finalement Marcelle, une écrivaine culinaire à succès. Elles partent toutes les deux en Italie pour se remémorer ses souvenirs. Entre les deux femmes, une complicité naît. Victoria se souviendra-t-elle de son passé ? Montrera-t-elle son vrai visage ?

## Fiche technique
- Auteur : Isabelle Mergault
- Mise en scène : Christophe Duthuron
- Décors : Bernard Fau
- Lumières : Jacques Rouveyrollis
- Costumes : Cécile Magnan
- Musique : Yannick Hugnet

## Distribution
- Marcelle : Isabelle Mergault
- Victoire Carlota[2] : Sylvie Vartan
- Pierre Denis